# Saint-Babel
Saint-Babel é uma comuna francesa na região administrativa de Auvérnia-Ródano-Alpes, no departamento Puy-de-Dôme. Estende-se por uma área de 19,06 km². Em 2010 a comuna tinha 955 habitantes (densidade: 50,1 hab./km²).